# Østofte Sogn
Østofte Sogn 
ist eine Kirchspielsgemeinde (dän.: Sogn)
auf der Insel Lolland im südlichen Dänemark.
Bis 1970 gehörte sie zur Harde Fuglse Herred im damaligen Maribo Amt, danach zur Maribo Kommune im Storstrøms Amt, die im Zuge der  Kommunalreform zum 1. Januar 2007 in der Lolland Kommune in der Region Sjælland aufgegangen ist.
Im Kirchspiel leben 896 Einwohner (Stand: 1. Januar 2023).
Im Kirchspiel liegt die Kirche „Østofte Kirke“.
Nachbargemeinden sind im Nordosten Bandholm Sogn, im Osten Hunseby Sogn und Maribo Domsogn, im Süden Hillested Sogn und Skørringe Sogn, im Südwesten Ryde Sogn und im Nordwesten Stokkemarke Sogn.